# Mark-8

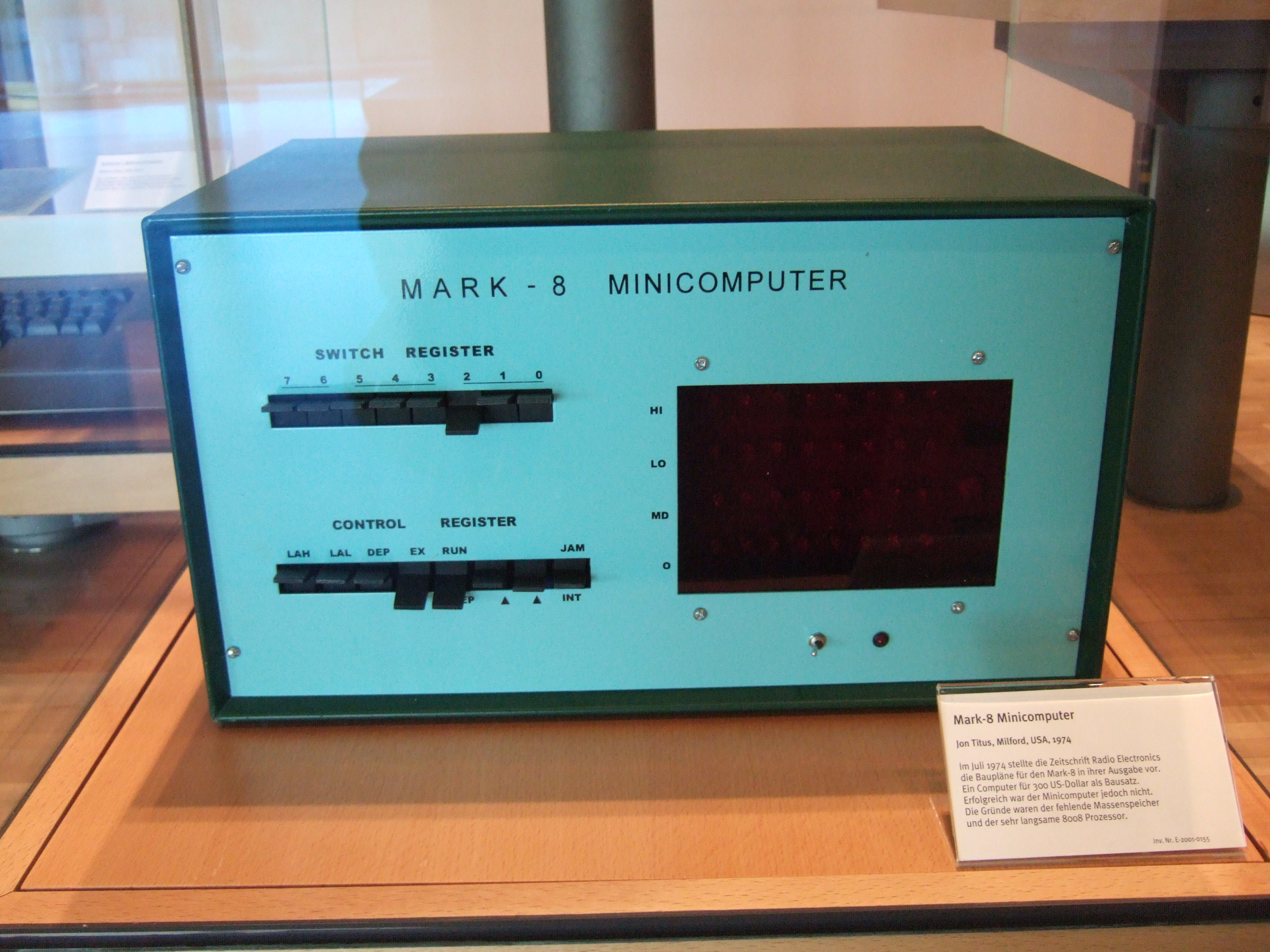
Mark-8.

El Mark-8 fue un diseño de microcomputador de 1974, basado en el CPU Intel 8008 (que fue el primer microprocesador de 8 bits del mundo). El Mark-8 fue diseñado por el estudiante graduado Jonathan Titus y anunciado como 'kit flojo' (loose kit) en la edición de julio de 1974 de la revista Radio-Electronics.

## Kit del proyecto
El Mark-8 fue introducido como un proyecto 'hágalo usted mismo' en el artículo de cubierta de Radio-Electronics de julio de 1974, ofreciendo un librito (folleto) por US$5 conteniendo los diagramas de la tarjeta de circuitos impresos y las descripciones del proyecto de construcción, con Titus mismo ordenando conjuntos de tarjetas de circuitos impresos por $50 a ser hechas por una compañía de New Jersey para la entrega a los aficionados. Los constructores anticipados del Mark-8 tuvieron que recolectar las diferentes partes electrónicas de un número de diversas fuentes. Eventualmente fueron vendidos un par de miles de libritos y algunos cientos de tarjetas de circuitos impresos.
El Mark-8 fue introducido por Radio-Electronics como 'su minicomputador personal'. Esto puede ser entendido fácilmente considerando que la revolución del microcomputador Archivado el 11 de junio de 2020 en Wayback Machine. todavía no había sucedido; la palabra 'microcomputador' todavía estaba lejos de ser común. Así, en su aviso de su kit de computadora, los redactores colocaron, de una manera absolutamente natural, al Mark-8 en la misma categoría que los minicomputadores de ese tiempo.

## Influencias
Aunque no fue un éxito muy comercial, el Mark-8 incitó a los editores de la revista Popular Electronics a considerar publicar un proyecto de microcomputador similar pero más fácilmente accesible, y solo seis meses después, en enero de 1975, realizaron sus planes anunciando el Altair 8800.